# Joseph Tissier
Pour les personnalités de même nom de famille, voir Tissier.
Joseph Tissier né le 14 août 1857 à La Ferté-Beauharnais (Loir-et-Cher) et mort à le 9 janvier 1948 à  Châlons-sur-Marne (Marne) est un prélat français, évêque de Châlons-sur-Marne du 20 décembre 1912 à sa mort.
Il est inhumé dans la crypte de la Cathédrale Saint Étienne de Châlons.

## Ministères
Joseph Marie Tissier est ordonné prêtre le 18 décembre 1880, puis nommé évêque de Châlons-sur-Marne le 20 décembre 1912. Il est consacré évêque par Henri-Louis Bouquet le 24 février 1913.

### Sauvetage de la ville en 1914[3]
Il permet la sauvegarde de Châlons lors de la capture de la ville par les allemands en 1914. Ceux-ci, rentrés dans la ville le 4 septembre, réclament à la ville la somme de 30 millions de francs. L'ultimatum expire le 6 septembre, et le non-paiement des indemnités mènerait à l'exécution d'otages et à l'incendie de la ville.
Joseph Tissier est alors appelé par le nouveau maire de la ville, Joseph Servas nommé le 3 septembre, pour intervenir auprès des Allemands, et notamment auprès du jeune prince Georges de Saxe (1893-1943), fils aîné du roi de Saxe et héritier du trône de Saxe, catholique, qui commande les régiments allemands.
« C’est au nom de la charité chrétienne que je prie votre Altesse de m’entendre », implore Joseph Tissier en ce 6 septembre 1914. « On demande à la ville 30 millions, elle ne peut les donner ; elle ne les a pas. D’autre part, elle n’a aucune qualité pour les promettre au nom du département, elle ne pourrait s’engager que par elle-même et pour sa part, le Trésor est parti, les banques sont parties, les plus fortunés ont mis leurs valeurs en sécurité, le clergé est pauvre. Il vit des offrandes des fidèles. Prenez ma vie. Prenez nos vies. Fouillez nos maisons ! Vous ne trouverez pas un million à Châlons. Ce million n’existe pas ! »
Un nouvel entretien est fixé le lendemain matin à 6 heures avec l’intendant général, Freiherr von Seckendorff.
Convaincu ou peut-être simplement lassé par ces objurgations, l’intendant général finit par lui répondre « l’Armée impériale ne fait pas la guerre aux « pauvres gens » », et accepte de se contenter des 500 000 francs déjà saisis.
Dans les jours qui suivent, et après le retrait des Allemands, le sénateur de la Marne et même Gaston Doumergue, ministre des colonies, tous deux radicaux, viennent le remercier et le féliciter.

## Œuvres
Il a participé à l'érection du mémorial des batailles de la Marne de Dormans.

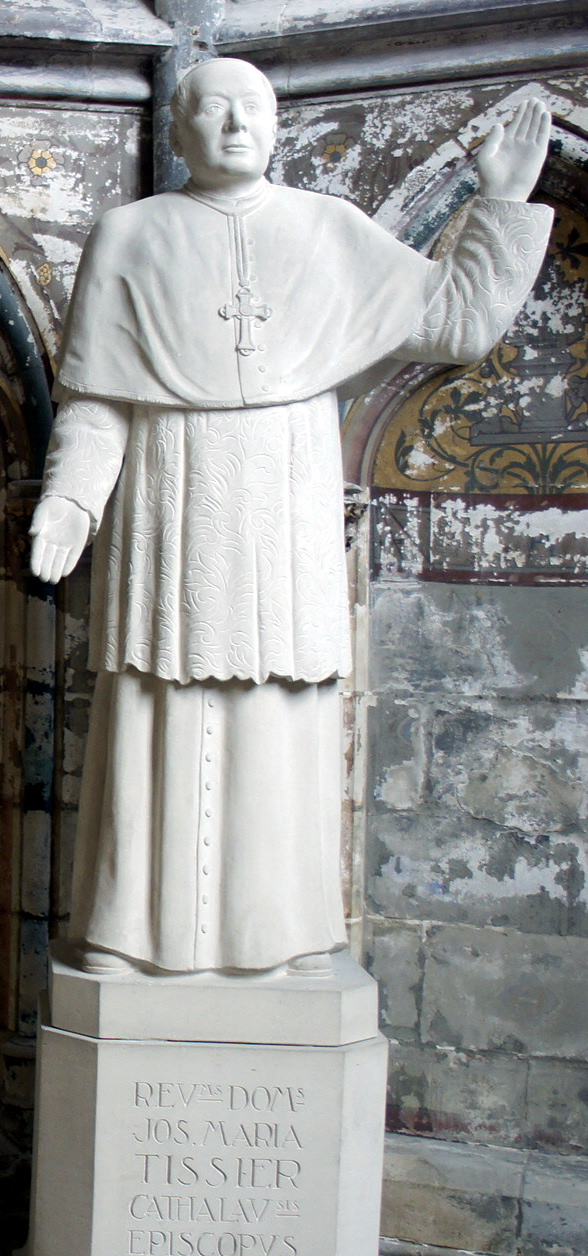
Sa statue en la cathédrale de Châlons.

## Marque dans la ville
Son nom est attaché à de nombreux lieux de la ville de Châlons, notamment une des principales places de la ville faisant face à la collégiale Notre-Dame-en-Vaux.